# Darkstar One
Darkstar One — космический симулятор от Ascaron Entertainment и cdv Software Entertainment, выпущенный в продажу 16 июня 2006 в Европе и 14 августа 2006 в Северной Америке. 20 июля 2008 года была выпущена версия для Xbox 360 под названием Darkstar One: Broken Alliance.

## Сюжет
Кайрон Джарвис — сын покойного Саймона Джарвиса, создателя уникального звездолёта под названием «Darkstar One». В начале игры, Роберт, друг Саймона, передаёт Кейрону этот корабль после окончания академии. Затем Роберт поведывает Кейрону настоящую причину смерти его отца. Корабль его отца был саботирован Джеком Форрестером, ещё одним близким другом. С тех пор, Роберт держал «Darkstar One» втайне от всех, желая исполнить последнее желание своего друга — чтобы его сын получил это уникальное судно.

## Персонажи
- Кайрон Джарвис — главный герой игры. Имеет природный талант к космическим полётам.
- Роберт — землянин средних лет, известный своими разработками в области силовых полей. Он является советником по безопасности в Союзе.
- Эона — землянка которая невинная лишь с виду. Хотя она довольно часто ведёт себя честно, она всё же имеет опасное прошлое.
- Джек Форрестер — землянин, пилот-ас. Когда убийство Саймона Джарвиса хотели пришить ему, Джек решил сбежать и самому докапываться до истины.
- Рамирес — морток-пират с сильным чувством чести и храбрости. Как и все мортоки, Рамирес всегда готов идти в бой. Хотя он является пиратом, Рамирес принимает лишь задания которые он считает «честными».
- Доктор Зарков — умный учёный-раптор, исследующие недавние нападения тулов. Его любимое выражение: «Нельзя быть педантичным.»
- Николай — раптор являющийся главой безопасности на исследовательской станции. Свято верит в правосудие. Является магнитом для неудачи.
- Джоу’сон — ок’то-дипломат. Как и все его собратья, Джоу’сон — очень логичный и рациональный индивид. Именно это делает его отличным дипломатом.
- Дзию — аррак-солдат. Как и все арраки, он пытается строго следовать процедуре и закону, но всегда готов помочь друзьям.
- Наара — женщина-тул. Выдающийся учёный и отличный пилот. Отличается от других тулов тем что не считает дипломатию гиблым делом.

## Отзывы
| Сводный рейтинг | Сводный рейтинг | Сводный рейтинг |
| Издание         | Оценка          | Оценка          |
| Издание         | PC              | Xbox 360        |
| --------------- | --------------- | --------------- |
| GameRankings    | 72,47 %         | 65,52 %         |